# Pseudophilautus poppiae
Pseudophilautus poppiae es una especie de anfibio anuro de la familia Dicroglossidae. Es endémica de una pequeña zona al este de la reserva forestal de Sinharaja en el suroeste de Sri Lanka. Es una rana arbórea que habita en bosques nublados entre los 1060 y los 1270 metros de altitud. También puede ser encontrada en plantaciones de té y cardamomo. Se cree que se reproduce por desarrollo directo.
Se encuentra en peligro crítico de extinción debido a la deforestación de los bosques en los que vive para establecer nuevas plantaciones de té y cardamomo, nuevas zonas agrícolas y a causa de la minería ilegal. El cambio climático también es una amenaza a su supervivencia.